# Tipula (Sinotipula) dyrope
Tipula (Sinotipula) dyrope is een tweevleugelige uit de familie langpootmuggen (Tipulidae). De soort komt voor in het Oriëntaals gebied.